# Ротмерслебен
Ротмерслебен (нем. Rottmersleben) — деревня в Германии, в земле Саксония-Анхальт, входит в район Бёрде в составе коммуны Хоэ-Бёрде. Население составляет 769 человек (на 31 декабря 2011 года). Занимает площадь 11,32 км².

## История
До 31 августа 2010 года, Ротмерслебен был независимой коммуной, а в его составе было два поселения: Большой и Малый Ротмерслебен.
1 сентября 2010 года, после проведённых реформ, Ротмерслебен вошёл в состав новой коммуны Хоэ-Бёрде.

### Большой Ротмерслебен
Первое упоминание, об тогда ещё Ретмерслеве (нем. Retmersleve), относится к 964 году в дарственной маркграфа Геро, где он завещал 20 гуф земли монастырю Гернроде.
В полиптике Верденского аббатства в X—XI веках, поселение упоминается как Радмареслуу (нем. Radmaresluuu). В дальнейшем название претерпело изменение: Radmar на Rottmer, а окончание сглажено до -leben — наследие.
Долгое время в Ротмерслебене проживала благородная семья фон Бервинкель. В 1292 году они вели торговлю с монастырём Ильзенбург, а в 1302-м они вступили в княжество Хальберштадт, а в 1311-м поселение было отдано Бервинклям в качестве феода, а кроме того поселение Беберталь.
В 1625 и 1636 годах в поселении свирепствовала чума.
В 1818 году в поселении насчитывалось 66 домов, 436 жителей, лютеранскую церковь со школой, два трактира и мельницу.

### Малый Ротмерслебен
В X веке поселение принадлежало графству Вальбек. В 991 году оно было унаследовано Титмаром Мерзебургским, а после его смерти передано епископству Мерзебург.
В 1446 году поселение было передано Бервинклям, а в 1492-м полностью опустело.
В XVII веке семья фон Альвенслебенов стала землевладельцем.
В 1818 году поселение представляло собой фольварк с 2 домами и 24 жителями.